# Disclose
Disclose va ser un grup japonès de hardcore punk de Kōchi, molt influenciat per Discharge i amb un ús més gran del pedal d'efectes. Les lletres de les cançons versen sobre la guerra nuclear i les seves horribles conseqüències. El 5 de juny de 2007, el líder de Disclose, Kawakami, va morir per una intoxicació alcohòlica aguda.

## Discografia

### LP
- Tragedy (1994)
- The Demos Album (1995)
- No More Pain (1999)
- Yesterday’s Fairytale, Tomorrow’s Nightmare (2003)

### 12"
- Nightmare or Reality (1999)

- Split amb Totalitär (2000)

### 10"
- Great Swedish Feast (1995)
- The Aspects of War (1997)
- Nuclear Hell (amb G.A.T.E.S., 2005)

### 7"
- Once the War Started (1993)
- Visions of War (1996)[3]
- 4 track EP (1997)
- The Nuclear Victims (1998)
- A Mass of Raw Sound Assault (2001)
- Apocalypse of Death (March 2002)
- Neverending War (2003)
- The Sound of Disaster (2003)
- Apocalypse Continues (2004)